# RMJM
RMJM è uno dei più grandi network internazionali di architettura, master plan, interior design e ingegneria. Fu fondato a Edimburgo nel 1956 da Robert Matthews e Stirrat Johnson Marshall (da cui l'acronimo RMJM).

## Progetti

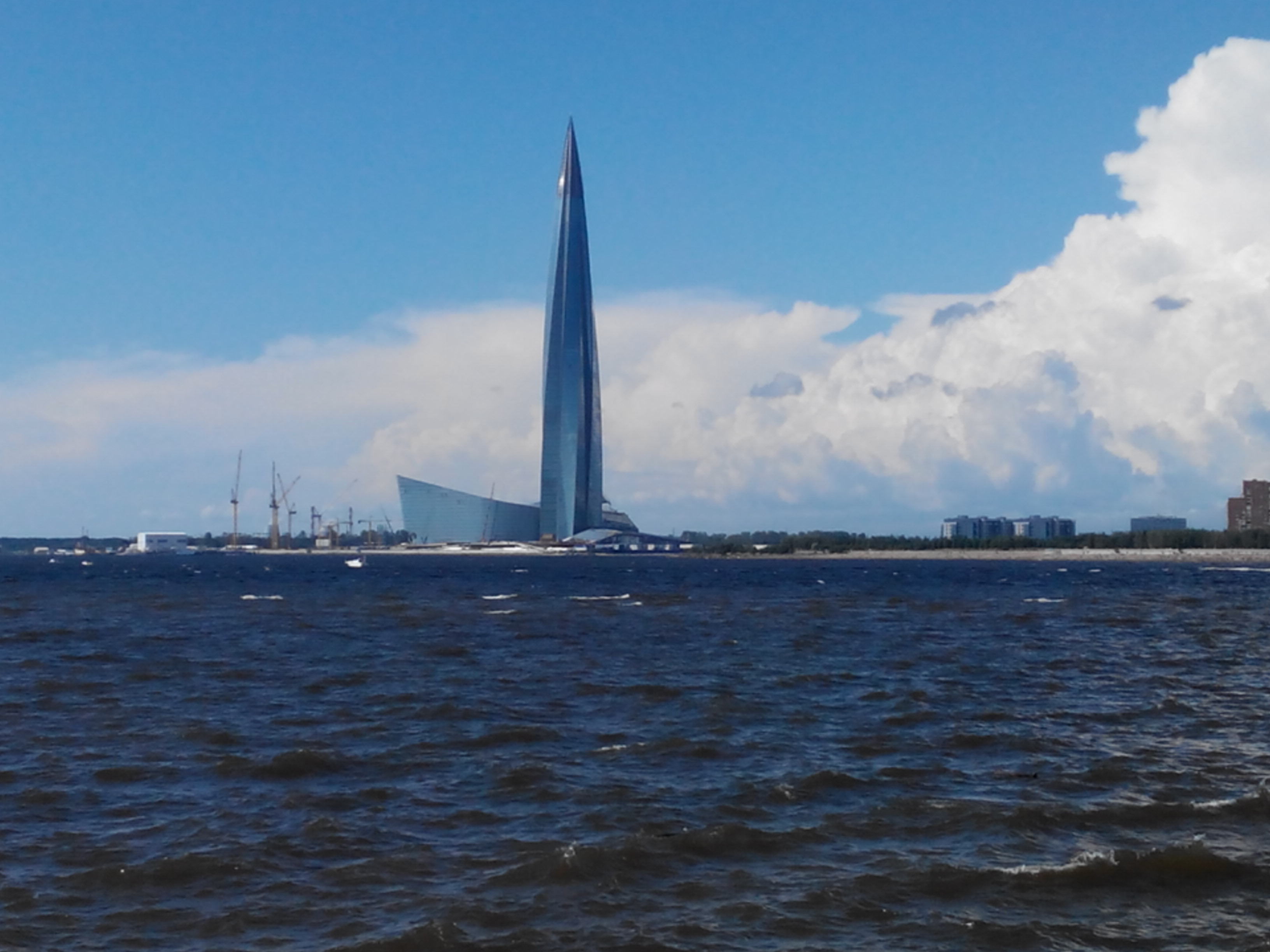
Lakhta Center

- Lakhta CenterEdinburgh Airport, Turnhouse Aerodrome a Edimburgo (1958)
- Royal Commonwealth Pool a Edimburgo (1970)
- Università di Stirling Halls of Residence a Stirling (1971)
- Rutgers University Athletic Center a New Jersey (1978)
- Università di York a York (1989)
- William Gates Building, Università di Cambridge a Cambridge (2002)
- Falkirk Wheel a Falkirk (2003)
- Parlamento Scozzese a Edimburgo (2005)
- Ospedale Khoo Teck Puat a Singapore (2006)
- China National Convention Center (2007)
- Abu Dhabi National Exhibition Centre (ADNEC) a Abu Dhabi (2008)
- Engineering Building, National University of Ireland a Galway (2011)
- Varyap Meridian a Istanbul (2014)
- Gate to the East a Suzhou (2014)
- Suning Plaza Complex a Zhenjiang (2017)